# 1111 Reinmuthia
1111 Reinmuthia är en asteroid i huvudbältet som upptäcktes den 11 februari 1927 av den tyske astronomen Karl Wilhelm Reinmuth. Dess preliminära beteckning var 1927 CO. Det fick senare namn efter upptäckaren, som hade upptäckt drygt 380 asteroider som numera är numrerade.
Reinmuthias senaste periheliepassage skedde den 13 februari 2018.[Uppdatering behövs] Dess rotationstid har beräknats till 4,02 timmar.